# Зільберглейт Борис Соломонович
Бори́с Соломо́нович Зільбергле́йт (нар. 15 квітня 1922, Одеса, Українська СРР, СРСР — пом. серпень 1995) — український диригент та композитор, заслужений діяч мистецтв України.

## Життєпис
Походить з родини інтелігентів, вчився грі на скрипці у Петра Столярського. Учасник Другої світової війни. Після поранення демобілізований, з 1943 року — в Карагандинському музичному театрі. З 1945 року працює там диригентом, влітку повертається до Одеси, поступає в консерваторію та працює скрипалем в Українському оркестрі. В консерваторії його наставником був професор Костянтин Пігров, у театрі — диригент та композитор Василь Штайгер (помер 1946).
50 років праці віддав Одеському українському музично-драматичному театрі ім. В. Василька. Василь Василько дав йому путівку в творчість — розпізнав композиторський дар та майже змусив написати музику до спектаклю «Губернатор провінції» Лева Шейніна.
Перед 70-річчям переніс важку операцію та дізнався про страшний діагноз, який, однак, не зламав його — він продовжував й надалі жити в творчій праці. Загалом написав музику до понад 120 театральних постановок. З них:
- «Гайдамаки»,
- «Генерали в спідницях» Ануя,
- «За двома зайцями» — по М. Старицькому,
- «Запорожець за Дунаєм» — по Гулаку-Артемовському,
- «Матроська тиша» Галича,
- «Пунтила» Б. Брехта,
- «Тев'є-молочар» Шолом-Алейхема,
- «У неділю рано зілля копала» — по О. Кобилянській,
- «Шельменко-волосний писар» по Г. Квітці-Основ'яненку — в обробці Матвія Ошеровського.

Серед його вихованців — народний артист України Анатолій Дриженко.
Був одружений із актрисою Станіславою Шиманською.